# Tokizo Ichihashi
Tokizo Ichihashi (市橋 時蔵 Ichihashi Tokizō?,  9 de junio de 1909 en Hyogo, Imperio del Japón - ?) fue un futbolista japonés que se desempeñaba como delantero.
Ichihashi fue elegido para integrar la selección nacional de Japón para los Juegos del Lejano Oriente de 1930, donde disputó 2 encuentros y marcó un gol.

## Trayectoria

### Clubes
| Club     | País  | Año  |
| -------- | ----- | ---- |
| Keio BRB | Japón | ???? |

### Selección nacional
| Selección | País  | Año  |
| --------- | ----- | ---- |
| Absoluta  | Japón | 1930 |

## Estadística de equipo nacional
| Selección de Japón | Selección de Japón | Selección de Japón |
| Año                | Part.              | Goles              |
| ------------------ | ------------------ | ------------------ |
| 1930               | 2                  | 1                  |
| Total              | 2                  | 1                  |